# Nang Yai

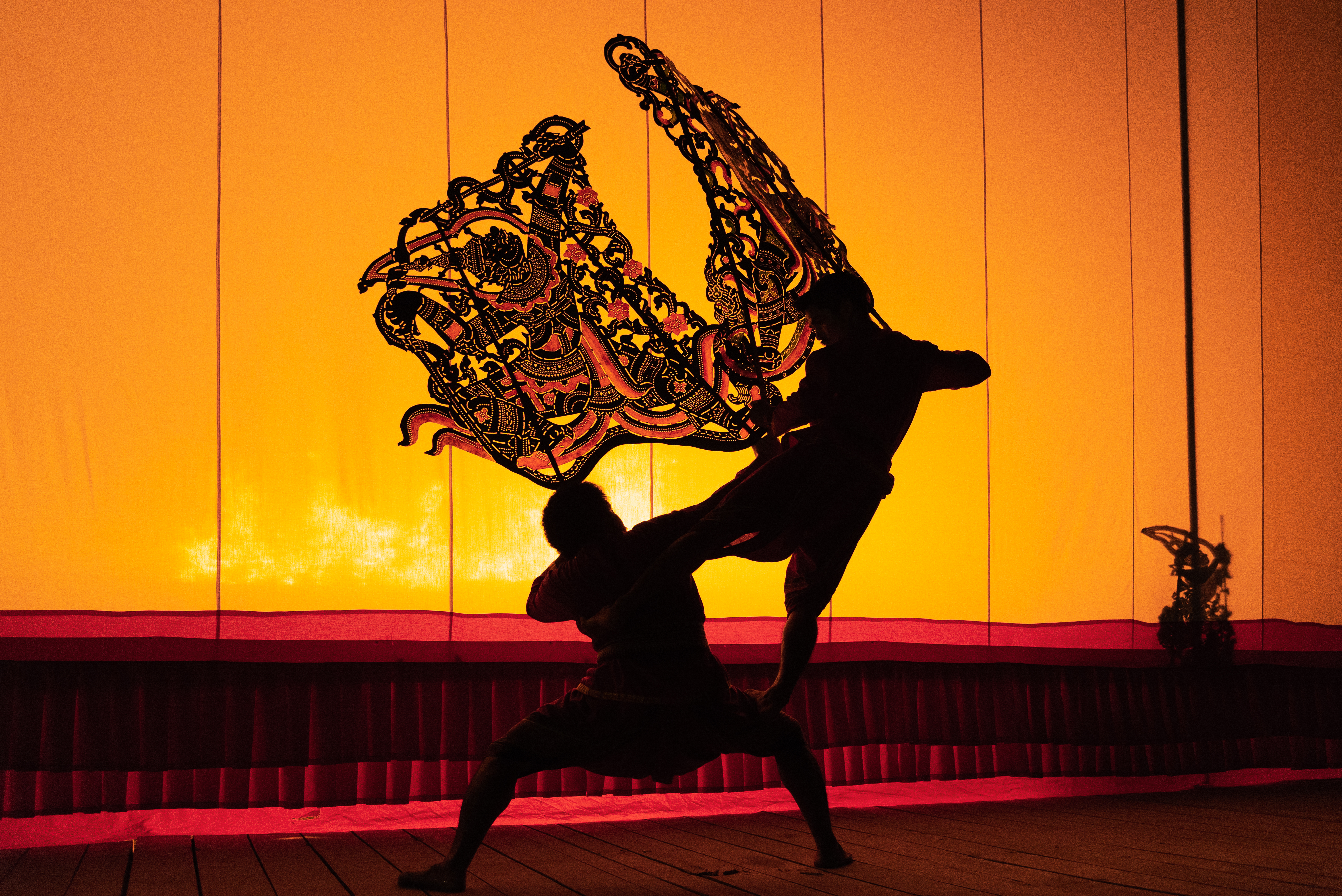
Esibizione di Nang Yai

Il Nang Yai è il tradizionale teatro delle ombre siamese. Di estrazione ricca, era rivolto ad un pubblico nobile: sovente le rappresentazioni erano indirizzate alla famiglia reale ed agli aristocratici. Di matrice popolare era invece il Nang talung, diffuso nella Thailandia meridionale. I diversi tipi di spettacolo rientrano tutti nel Nang, che definisce lo spettacolo d'ombre thailandese nella sua interezza.
Un dramma Nang Yai si esegue proiettando l'ombra di figure di cuoio di bufalo su uno schermo bianco. Quest'arte è oggi poco diffusa ed è considerata una pratica che sta sparendo.
La drammatizzazione avviene con la narrazione di un evento da parte di un narratore e dall'inserimento di musiche che accompagnano l'esecuzione dello spettacolo.